# Jak malować ogień
Jak malować ogień – solowy album Natalii 'Natu' Przybysz. Wydawnictwo ukazało się 25 października 2019. Nominacja do Fryderyka 2020 w kategorii Album Roku Pop.
Album jest naturalną konsekwencją i rozwinięciem brzmień oraz kompozycji, które ukazały się na poprzednich wydawnictwach – „Prąd” i „Światło nocne”. Znajdziemy tutaj ciepło brzmiący blues, soul i jazz, żywe instrumenty i jak zawsze wyjątkowe w swej dojrzałości teksty. Uwagę zwraca fakt, że Natalia postawiła zarówno na treść, jak i formę – album na CD oraz winylu wykonany jest z surowców pochodzących z recyklingu.

## Lista utworów
1. „Ogień” – 5:37
2. „Kochamy się źle” – 3:53
3. „Cienie” – 3:16
4. „Ciepły wiatr” – 4:52
5. „Wyspa” – 3:21
6. „Że jestem” – 4:20
7. „Po naszej stronie” – 3:53
8. „Przestrzeń” – 6:13
9. „Krakowski spleen” (Maanam) – 4:37
10. „Słodka herbata z cytryną” – 4:03

## Twórcy
- Natalia Przybysz – wokal, tekst, melodia
- Jurek Zagórski – gitary, produkcja muzyczna, miksowanie, realizacja nagrań, kompozytor
- Mateusz Waśkiewicz – gitary, produkcja muzyczna, kompozytor
- Kuba Staruszkiewicz – perkusja, produkcja muzyczna, kompozytor
- Patryk Stawiński – bas, produkcja muzyczna, kompozytor